# Andrea Pietra
Andrea Viviana Pietranera (Buenos Aires;  26 de marzo de 1968) conocida artísticamente como Andrea Pietra, es una actriz argentina de cine y televisión.

## Biografía
Andrea Pietra comenzó su carrera actoral en Así son los mios, de 1989, y luego tuvo papeles en varios programas y películas. Fue una de las primeras actrices contratadas por la productora Pol-Ka, habiendo trabajado en la exitosa serie para televisión Poliladron. 
En 2004 interpretó a Frida, la pareja de Eva (Soledad Villamil) en Locas de amor.
En el año 2007 se unió al elenco de la tira Son de Fierro, durante el transcurso de la mitad de dicha ficción. Interpretó allí uno de los papeles protagónicos y debido a su excelente actuación se concretó su continuidad laboral -durante el año 2008- llegando a ser actriz protagónica del unitario Socias, que era emitido por Canal 13.

## Televisión
| Año       | Título                     | Personaje                                | Canal      |
| --------- | -------------------------- | ---------------------------------------- | ---------- |
| 1989-1990 | Así son los mios           | Andrea                                   | El Trece   |
| 1991      | Atreverse                  | Varios personajes                        | Telefe     |
| 1991-1993 | La banda del Golden Rocket | Teresa                                   | El Trece   |
| 1992      | Zona de riesgo             | Laura                                    | El Trece   |
| 1993      | Dos al toque               | Erika                                    | Telefe     |
| 1994      | Quereme                    | Luciana                                  | Telefe     |
| 1994      | Nano                       | Magdalena "Maggie" Del Molino Río López  | El Trece   |
| 1995-1996 | Poliladron                 | Marcela "La negra" Espina                | El Trece   |
| 1996-1998 | Verdad consecuencia        | Sabrina Guerrico                         | El Trece   |
| 1999      | La mujer del presidente    | Marcela Moncada                          | Telefe     |
| 2000      | Por ese palpitar           | Belén Ortiz                              | América TV |
| 2002      | Infieles                   | Laura "Ep: Pequeña muerte"               | Telefe     |
| 2003      | Durmiendo con mi jefe      | Olga Muñoz                               | El Trece   |
| 2004      | Locas de amor              | Frida Maurer                             | El Trece   |
| 2005-2006 | 1/2 falta                  | Manuela Pedraza                          | El Trece   |
| 2005      | Mujeres asesinas           | Norma "Ep: Graciela Hammer, incendiaria" | El Trece   |
| 2006      | Mujeres asesinas 2         | Javiera "Ep: Javiera, ingenua"           | El Trece   |
| 2006      | Mujeres asesinas 2         | Cármen "Ep: Cármen, honrada"             | El Trece   |
| 2006      | Mujeres asesinas 2         | Olga "Ep: Olga, encargada"               | El Trece   |
| 2006      | Mujeres asesinas 2         | María "Ep: Próspera, arrepentida"        | El Trece   |
| 2007      | Mujeres asesinas 3         | Marta "Ep: Milagros, pastora"            | El Trece   |
| 2007-2008 | Son de Fierro              | Isabel                                   | El Trece   |
| 2008-2009 | Socias                     | Mía Pontevedra                           | El Trece   |
| 2009      | Dromo                      | Eugenia "Ep: La pajarera"                | América TV |
| 2009      | Revelaciones               | Florencia                                | El Trece   |
| 2012-2013 | Sos mi hombre              | Verónica Santiago                        | El Trece   |
| 2014      | La celebración             | Mariela "Ep: Cumpleaños"                 | Telefe     |
| 2014      | Escuela nocturna           | Isabel Duque                             | TV Pública |
| 2015      | El mal menor               | Luciana "Ep: Julieta"                    | TV Pública |
| 2016      | La leona                   | Estela Castro                            | Telefe     |
| 2017      | Siete vuelos               | Julia                                    | TV Pública |
| 2018      | Generaciones               | Andrea                                   | El Trece   |
| 2019      | Otros pecados              | María "Ep: Rojo"                         | El Trece   |
| 2019-2021 | El Tigre Verón             | Marina Paniguini                         | El Trece   |
| 2025      | El Eternauta               | Ana                                      | Netflix    |

## Cine
| Año  | Título                                                    | Personaje     | Notas             |
| ---- | --------------------------------------------------------- | ------------- | ----------------- |
| 1993 | El camino de los sueños                                   | Laura         |                   |
| 1997 | El Che                                                    | Loyola Guzman |                   |
| 1997 | Bajo bandera                                              | Nora          |                   |
| 1999 | Héroes y demonios                                         | Marina        |                   |
| 2000 | Amanecer                                                  | Claudia       | Cortometraje      |
| 2003 | El séptimo arcángel                                       | Angela        |                   |
| 2005 | Chicken Little                                            | Foxi Odiosi   | Doblaje argentino |
| 2005 | Solos                                                     | Graciela      |                   |
| 2007 | La señal                                                  | Perla         |                   |
| 2008 | Madre                                                     | Mariana       | Cortometraje      |
| 2012 | Las mujeres llegan tarde                                  | Catalina      |                   |
| 2015 | Tuya                                                      | Ines          |                   |
| 2017 | Yo soy así, Tita de Buenos Aires                          | Silvia        |                   |
| 2017 | Libro de la memoria: Homenaje a las víctimas del atentado | Narradora     | Cortometraje      |
| 2018 | El amor menos pensado                                     | Celia         |                   |

## Premios
Nominaciones
- Martín Fierro 2008: Actriz protagonista de unitario y/o miniserie